# Бікерський Андрій Валерійович
Андрі́й Вале́рійович Бікерський — старший солдат Збройних сил України, частина розташована в Житомирі.

## Нагороди
26 липня 2014 року — за особисту мужність і героїзм, виявлені у захисті державного суверенітету та територіальної цілісності України, вірність військовій присязі під час російсько-української війни, відзначений — нагороджений орденом «За мужність» III ступеня.